# 塞斯托
塞斯托（義大利語：Sesto），是意大利波尔扎诺自治省的一个市镇。总面积80平方公里，人口1940人，人口密度24.3人/平方公里（2009年）。ISTAT代码为021092。

## 友好城市
- 奥地利德弗雷根谷地圣法伊特
- 瑞士采尔马特